# Time out
 For alternative betydninger, se Timeout. (Se også artikler, som begynder med Timeout)
Time out er en dansk film fra 1988, skrevet og instrueret af Jon Bang Carlsen.

## Handling
Drama om en ung dansker der er rejst til Amerika for at finde den far som han knap kan huske. I New Mexico træffer han datteren af en politisk-religiøs fanatiker som driver en "overlevelsesskole". Den unge dansker er interesseret i pigen og lader sig optage på skolen. Senere kommer det dog til et voldeligt opgør med fanatikeren. Men var denne mand i virkeligheden danskerens far?

## Medvirkende
- Allan Olsen
- Patricia Arquette
- Nina van Pallandt
- Kirsten Olesen
- Nonny Sand
- Lars Bom